# توسعه حکم کتاب مقدس عبری
توسعه حکم یا قانون کتاب مقدس عبری (انگلیسی: Development of the Hebrew Bible canon) در مورد اینکه حکم کتاب مقدس عبری چه زمانی ثابت شده‌است، اجماع علمی وجود ندارد. برخی از محققان استدلال می‌کنند که توسط دودمان حشمونیان در حالی که دیگران استدلال می‌کنند که تا قرن دوم پس از میلاد یا حتی بعد از آن ثابت نشده بود.
کتاب مکابیان دوم که خود بخشی از قانون یهود نیست، نحمیا (حدود ۴۰۰ پ. م) را چنین توصیف می‌کند که «کتابخانه‌ای تأسیس کرد و کتاب‌هایی در مورد پادشاهان و پیامبران و نوشته‌های داوود و نامه‌های پادشاهان دربارهٔ هدایای نذری» را جمع‌آوری کرد. (2:13–15). کتاب نحمیا پیشنهاد می‌کند که کوهن کاتب عزرا، تورات را از اسیران یهودی در بابل دریافت کرد و به اورشلیم و معبد دوم اورشلیم بازگرداند. (۸–۹) تقریباً در همان دوره زمانی. مکابیان ۱ و ۲ پیشنهاد می‌کنند که یهودای مکابی (حدود ۱۶۷ پ. م) همچنین کتاب‌های مقدس را جمع‌آوری کرده‌است (3:42–50, &verse=2:13–15&src=NRSV 2:13–15, 15:6–9).
یهودیت خاخامی ۲۴ کتاب متن مازورتی را نسخه معتبر تنخ یا کتاب مقدس عبری می‌شناسد.